# Prospection électromagnétique
La prospection électromagnétique est une technique d'exploration géophysique basée sur les variations de résistivité du sous-sol, détectées par leur effet sur un champ électrique ou magnétique.

## Principe
Le dispositif émetteur peut être un dipôle électrique analogue à celui de la prospection électrique ou une boucle de courant induisant un champ magnétique vertical et qui encercle la zone à prospecter. En aéroporté c'est une boucle qui joint les extrémités de la carlingue et des ailes de l'avion.
Le dispositif récepteur peut être un dipôle électrique analogue à celui de la prospection électrique ou un magnétomètre.
Le signal émis est en général un créneau. Le signal mesuré fait l'objet soit d'un traitement fréquentiel soit d'un traitement du transitoire.
La prospection électromagnétique est adaptée à la recherche de minerais métalliques mais aussi à l'étude de sites géothermiques. Elle a également été utilisée en exploration pétrolière. Elle commence à être utilisée en prospection sous-marine.